# The Curtain
The Curtain Theatre foi um teatro isabelino localizado em Curtain Close, atual distrito de Shoreditch, no borough de Hackney, fora da cidade de Londres. Foi inaugurado em 1557 e continuou suas apresentações até 1622.